# L'ombra del nord
L'ombra nel nord è un romanzo scritto da Philip Pullman nel 1986.
Secondo romanzo della trilogia di Sally Lockhart, in Italia viene tradotto per la prima volta con il titolo La rivincita di Sally.

## Trama
La protagonista, titolare di un ufficio di consulenza finanziaria nella Londra vittoriana, viene contagiata dalla passione investigativa dei suoi amici Frederick e Jim. Gli indizi portano Sally sulla stessa pista su cui stanno indagando anche i suoi amici. Tutto ciò non è un caso. Alex Bellmann non è solo incredibilmente ricco e potente, ma è anche avvolto da un alone di mistero.

## Trasposizione cinematografica
Nel 2007 la BBC ne ha tratto un telefilm.

## Edizioni
- Philip Pullman, La rivincita di Sally, Mondadori, 1992,  p. 237, ISBN 8804358084.
- Philip Pullman, L'ombra nel nord, 1ª ed., Adriano Salani Editore, 2004,  p. 319, ISBN 88-8451-231-X.